# Былово
Было́во — село в Троицком административном округе Москвы (до 1 июля 2012 года в составе Подольского района Московской области). Входит в состав Краснопахорского района.

## Население
| 1859 | 1890 | 1899 | 1926 | 2002 | 2006 | 2010 |
| ---- | ---- | ---- | ---- | ---- | ---- | ---- |
| 206  | ↗224 | ↘152 | ↗294 | ↗426 | ↘357 | ↗422 |

Согласно Всероссийской переписи, в 2002 году в селе проживало 426 человек (187 мужчин и 239 женщин). По данным на 2005 год в селе проживало 357 человек.

## География
Село расположено в северо-восточной части Троицкого административного округа, примерно в 42 км к юго-западу от центра города Москвы, в устье впадающей в Пахру реки Жилетовки.
В 2,5 км юго-восточнее села проходит Калужское шоссе А130, в 14 км к северу — Киевское шоссе М3, в 4,5 км к юго-западу — Московское малое кольцо А107.
В селе 10 улиц — Виноградный проезд, Заречная, Клёны, Прибрежная, Радужная, Речная, Светлая, Тенистая, Тихая и Цветочная, приписано 2 дачно-строительных кооператива (ДСК), жилищно-строительный кооператив (ЖСК), 4 садоводческих товарищества (СНТ), садоводческий кооператив (СПК) и товарищество собственников жилья (ТСЖ).
Связано автобусным сообщением со станцией Подольск Курского направления Московской железной дороги и городом Троицком. Ближайшие населённые пункты — деревни Красная Пахра, Малыгино и Поляны.

## История
В 1627—1628 гг. село Былово относилось к Шахову стану Московского уезда и являлось вотчиной Симонова монастыря, в селе был монастырский двор, 6 крестьянских и 6 бобыльских дворов, двор «монастырского детёныша». В 1646 году крестьянских дворов было 15, в 1678 году — 25, в 1704 году — 35, а также монастырский, скотный, конюшенный и бобыльский дворы. С 1764 года село находилось в ведении коллегии экономии.
В «Списке населённых мест» 1862 года — казённое село 1-го стана Подольского уезда Московской губернии по правую сторону старокалужского тракта, в 21 версте от уездного города и 18 верстах от становой квартиры, при речке Жилетовке и колодце, с 30 дворами, православной церковью и 206 жителями (83 мужчины, 123 женщины).
По данным на 1890 год — село Красно-Пахорской волости Подольского уезда с 224 жителями.
В 1913 году — 36 дворов, медно-арматурное заведение Т. П. Простова.
По материалам Всесоюзной переписи населения 1926 года — центр Быловского сельсовета Красно-Пахорской волости Подольского уезда в 2,1 км от Калужского шоссе и 10,7 км от станции Апрелевка Киево-Воронежской железной дороги, проживало 294 жителя (138 мужчин, 156 женщин), насчитывалось 58 крестьянских хозяйств.
1929—1946 гг. — населённый пункт в составе Красно-Пахорского района Московской области.
1946—1957 гг. — в составе Калининского района Московской области.
1957—1958 гг. — в составе Ленинского района Московской области.
1958—1963, 1965—2012 гг. — в составе Подольского района Московской области.
1963—1965 гг. — в составе Ленинского укрупнённого сельского района Московской области.
С 2012 г. — в составе города Москвы.

## Достопримечательности
- В селе расположена церковь Архистратига Михаила, построенная в 1864 году. Церковь является памятником архитектуры регионального значения[20].
- В селе находится памятник жителям, погибшим в Великой Отечественной войне[13].
- В 75 метрах к северу от северной окраины села расположен памятник археологии — селище «Былово-I»[21].
- Кирпичная часовня рядом с Архангельской церковью, установленная на месте престола разобранной старой деревянной церкви[22].